# Sövényfalva
Sövényfalva (románul Cornești, németül Zeunen) falu Romániában Maros megyében. Közigazgatásilag Ádámos községhez tartozik

## Fekvése
Dicsőszentmártontól 8 km-re délnyugatra a Kis-Küküllő bal partján fekszik.

## Története
1332-ben Sveyn néven említik először. Neve arra utal, hogy határában az Árpád-korban gyepű húzódott. A tatárjárás után épített régi református templomát 1899-ben, az új templom építésekor lebontották. Mennyezetkazettái méhkastartó polcként pusztultak el. A templomot 17.–18. századi hímzések díszítik.
1910-ben 1191, többségben román lakosa volt, jelentős magyar kisebbséggel. A trianoni békeszerződésig Kis-Küküllő vármegye Dicsőszentmártoni járásához tartozott. 1992-ben 1324 lakosából 869 román, 340 református magyar és 113 cigány volt.